# Programul de recrutare al Ku Klux Klan
Kleagle-ii sunt persoanele responsabile de recrutarea unor posibili viitori membri ai organizației Ku Klux Klan. Funcția de Kleagle este definită în lucrarea Ku Klux Klan: An Encyclopedia ca fiind „însărcinarea dată de un Imperial Wizard sau de reprezentanții acestuia de „a vinde” idealurile Ku Klux Klanului celor neafiliați organizației”. Acești membri sunt plătiți de obicei prin comisioane sau primesc o parte din cotizația de înscriere a fiecărui nou membru. Recrutarea de noi membri implica o expunerea subiectivă a schimbărilor economice, politice și sociale ca fiind în rând cu obiectivele organizației. Aceste țeluri promovau „100% americanismul”, iar americanii albi protestanți erau categoria cea mai avantajată. Alți membri KKK încercau să-și înscrie prietenii apropiați și colegii de serviciu considerați eligibili. Învățătorii protestanți reprezentau o altă țintă a recrutorilor.

## „Bloc recruitment”
Termenul de „bloc recruitment” a fost inventat de sociologul Anthony Oberschall. Acesta se referă la „modul în care organizatorii mișcărilor sociale recrutează membri și participanți din cadrul unor grupuri de indivizi deja organizate cu un anumit scop”. Acestă strategie reprezenta un avantaj pentru Klan deoarece le permitea recrutarea unor grupuri uriașe de oameni dintr-o singură sursă, iar solidaritatea deja existentă între aceștia contribuia la unitatea spre care aspira organizația. Frățiile și bisericile protestante reprezentau de obicei obiectivul Ku Klux Klanului. Preoții erau primiți în organizație fără plata cotizației de membru și obțineau un statut puternic în interiorul acesteia. Programul de recrutare implica și turnee de recrutare prin Statele Unite. Membrii bisericilor și frățiilor reprezentau categoria cea mai accesibilă recrutorilor deoarece aceștia erau deja preocupați de problemele sociale. La început, recrutările au avut succes, numărul membrilor fiind într-o continuă creștere. Un lider al recrutorilor din anii 1920, Edward Young Clark, ar fi raportat un număr de 48.000 de membri înscriși în doar trei luni. Liderii KKK s-au folosit de acest succes și au început să achiziționeze din banii obținuți din cotizațiile de membru diferite obiecte, printre care și o nouă casă pentru liderul organizației și fondatorul celui de-al doilea Klan, Wiliam J. Simmons.

## Violența
Pe lângă turneele de recrutare și alianțele stabilite cu diferite frății și biserici protestante, organizația Ku Klux Klan se folosea și de acțiuni violente controlate pentru a atrage membri. Violența era exacerbată în zonele unde activitatea Klanului era intensă. Acest fapt a intimidat și a redus la tăcere inamicii acestora și a impresionat posibili viitori membri ai grupului. Violența reprezenta o modalitate prin care îți demonstrați angajamentul față de filosofia Klanului. Totuși, aceasta era monitorizată de către lideri cu scopul de a descuraja intervenția guvernului și a „evita o reacție din partea publicului care ar putea afecta procesul de recrutare”.

## Acte de caritate
Pentru a compensa acțiunile violente, Ku Klux Klanul participa la activități caritabile. În 1922, aceștia „donat fiecare câte 25$ pentru Volunteers of America și African Methodist Episcopal Church, fapt care, în perspectiva lui Webster, demonstra că organizația nu este îndreptată împotriva persoanelor de culoare”. Activitățile caritabile demonstrează că KKK-ul era în favoarea bunăstării poporului și că aceștia „funcționau asemenea unui mecanism în relațiile publice, creând o opinie mai favorbilă a societății secrete și atrăgând astfel noi membri”.

## Alți factori
Ispita „imperiului invizibil” și a anonimității sale reprezintă alți factori care contribuie la procesul de recrutate. Pe lângă posibilitatea de a face parte dintr-o societate secretă, membrii Klanului intră într-o relație de „rudenie” cu ceilalți. Activitățile și evenimentele organizate de către aceștia erau impresionante pentru viitorii recruți; acestea includeau picnicuri cu familia și alte activități sociale menite să cultive unitatea. Asemenea celorlalte organizații fraternale, toate aceste evenimente aveau ca scop consolidarea anumitor idealuri. Factorii de mai sus au contribuit la crearea imaginii Klanului. imagine care a devenit atractivă pentru protestanții albi din anii 1920.